# Vienna Economic Forum
Das Vienna Economic Forum (auch VEF), gegründet im Jahr 2004, ist eine Internationale Nichtregierungsorganisation zur Förderung wirtschaftlicher Kooperation in der Region von der Adria bis zum Schwarzen Meer. Zu den Mitgliedsländern gehören Albanien, Bosnien und Herzegowina, Bulgarien, Kroatien, Kosovo, Republik Moldau, Montenegro, Nordmazedonien, Österreich, Rumänien, Slowenien, Türkei und Ukraine. Das VEF hat seinen Sitz in Wien.
Das VEF hat Konsultativstatus beim Wirtschafts- und Sozialrat der Vereinten Nationen und ist ins Transparenzregister des Europäischen Parlaments sowie der Europäischen Kommission eingetragen.